# کریستف برنهارت فرانک
کریستف برنهارت فرانک (آلمانی: Christoph Bernhard Francke; زاده ۱ ژانویهٔ ۱۶۶۰ – درگذشته ۱۸ ژانویهٔ ۱۷۲۹) نقاش و افسر اهل آلمان بود که به سبک باروک نقاشی می‌کشید.